# Karin Smyth
Karin Marguerite Smyth, née le 8 septembre 1964 à Londres, est une femme politique du Parti travailliste britannique, députée de Bristol Sud depuis 2015. Elle est ministre d'État au ministère de la Santé et des Affaires sociales depuis juillet 2024.

## Jeunesse et carrière
Karin Marguerite Smyth est née le 8 septembre 1964 à Londres. Ses parents ont émigré d'Irlande vers l'Angleterre dans les années 1950.
Elle fait ses études à la Bishopshalt School, au Uxbridge College, à l'Université d'East Anglia (BA, 1988) où elle est présidente de l'Union des étudiants de l'UEA, et à l'Université de Bath (MBA, 1995). Elle travaille comme chef de bureau pour la députée de Bristol West, Valerie Davey, à partir de 1997.
Smyth travaille comme responsable du NHS au Bristol Clinical Commissioning Group. Elle est directrice non exécutive de Bristol North PCT de 2002 à 2006.

## Carrière parlementaire
Elle est élue député aux élections générales de 2015.
Le 27 juin 2016, elle soutient une série de démissions du cabinet fantôme visant à évincer le leader travailliste, Jeremy Corbyn. Elle soutient Owen Smith lors des élections à la direction du parti travailliste de 2016.
D'octobre 2016 à juillet 2017, Smyth est Secrétaire parlementaire privé de Keir Starmer, Secrétaire d'État à la Sortie de l'Union européenne du cabinet fantôme. De juillet 2017 à décembre 2018, elle est leader adjointe fantôme de la Chambre des communes et, le 30 juillet 2018, elle est nommée ministre fantôme de l'équipe travailliste d'Irlande du Nord.
Le 28 juin 2017, Matthew Niblett est emprisonné pendant 14 semaines pour des menaces de mort contre Smyth.
Lors du remaniement du cabinet fantôme britannique de septembre 2023, elle est nommée ministre fantôme de la Santé. Elle est nommée ministre d'État au ministère de la Santé et des Affaires sociales à la suite de l'élection d'un gouvernement travailliste en juillet 2024 .